# Katsuya Nomura
Katsuya Nomura (野村 克也, Nomura Katsuya, Quioto, 29 de junho de 1935 — Setagaya, 11 de fevereiro de 2020) foi um receptor e gerente (manager) japonês de Nippon Professional Baseball (NPB). Durante sua carreira de mais de 26 anos, passou a maior parte do tempo com o Nankai Hawks (hoje o Fukuoka Softbank Hawks), tornou-se um dos maiores receptores ofensivos do NPB. Ele recebeu o prêmio MVP da Liga do Pacífico cinco vezes, tornou-se o primeiro batedor do NPB a vencer a Triple Crown, em 1965, e detém o recorde de segunda maior número de home runs e RBIs na história do  NPB. 
Nomura foi jogador-gerente nos últimos oito anos em que esteve no Hawks, levando-os ao título da Liga do Pacífico em 1973. Depois de jogar, ele tornou-se gerente em tempo integral e levou o Yakult Swallows a quatro títulos da liga e a três campeonatos da Série Japão de 1990 a 1998. Mais tarde, ele administrou o Hanshin Tigers por três temporadas e o Tohoku Rakuten Golden Eagles por quatro temporadas, até sua aposentadoria em 2009. Como gerente, Nomura registrou 1.565 vitórias, a quinta maior vitória de qualquer gerente na história do NPB. Ele foi eleito para o Hall da Fama do Baseball Japonês, em 1989. 

## Biografia
Nomura nasceu na vila costeira de Amino (agora Kyōtango ) na província de Kyoto . Quando ele tinha três anos, seu pai morreu acometido por alguma doença, enquanto servia na China, durante a Segunda Guerra Sino-Japonesa. Nomura cresceu, em situação de pobreza, com a mãe e o irmão mais velho. Com a ajuda de seu irmão, ele pôde cursar o ensino médio.

### Carreira no beisebol
Depois de se formar na Escola Secundária Mineyama, Nomura ingressou no Nankai Hawks após um teste, em 1954. O gerente da equipe na época acreditava que ele seria pelo menos útil como receptor na prática de arremesso. Naquele ano, Nomura jogou em nove jogos e ficou sem acerto na temporada. Os Hawks discutiram o corte da equipe, no entanto, ele teve outra chance depois que Nomura se ofereceu para jogar de graça e até ameaçou se jogar na frente de um trem se ele fosse demitido.
Durante uma carreira que durou quatro décadas, de 1954 a 1980, Nomura atingiu 657 home runs e liderou a Liga do Pacífico em oito temporadas consecutivas. (No entanto, deve-se levar em consideração que o seu parque em casa, o Estádio de Osaka, media apenas 276 pés abaixo das linhas até 1972, e 300 pés a partir de 1972 em diante, e 380 pés para o centro imediato - dimensões minúsculas para os padrões da Major League Baseball). Ele terminou sua carreira com 2901 hits.
Em 1965, Nomura ganhou a primeira Triple Crown da liga. Ele foi gerente de jogadores entre 1970 e 1977. Ele jogou por 26 anos, a mais longa carreira no NPB, até Kimiyasu Kudo lançar sua 27ª temporada, em 2008; Kudo se aposentou em 2010, tendo jogado 29 temporadas.

### Morte
Morreu no dia 11 de fevereiro de 2020, aos 84 anos, em decorrência de insuficiência cardíaca.